# Nefopam
A nefopam (INN) gyorsan ható fájdalomcsillapító középerős akut vagy krónikus fájdalom ellen. Nem opioid típusú, ezért nem okoz függőséget. Fájdalomcsökkentésre hatékonyabb, mint a 
nem-szteroid gyulladáscsökkentők.
A központi idegrendszerre hat. A hatásmódja nem teljesen tisztázott. Muszkarin receptor gátló és szimpatomimetikus hatása is van.
Tipikus alkalmazások: fogfájás, műtét vagy akut sérülés okozta fájdalom, rák.

## Készítmények
A nemzetközi gyógyszerkereskedelemben:
Önállóan:
- Fenazoxine

Hidroklorid formában:
- Acupan
- Ajan
- Dolitrone
- Nefadol
- Nefam
- Oxadol
- Placadol
- Silentan

Magyarországon nincs forgalomban.